# Saison 2 de Leverage
Chronologie
Saison 1 Saison 3
Cet article présente les quinze épisodes de la deuxième saison de la série télévisée américaine Leverage.

## Généralités
Enceinte lors du tournage, l'actrice Gina Bellman (interprète de Sophie Devereaux) a été quasiment absente lors de la seconde partie de la saison, laissant sa place à Jeri Ryan (Tara Cole).

## Synopsis
Nathan Ford alias « Nate » a une vie bien tranquille et rangée jusqu'au jour où un grave incident va bousculer sa vie privée et lui donner envie de changer les injustices. Il va tout d'abord monter une équipe de voleurs et hackers de haute-volée. Ensuite, comme des Robin des Bois des temps modernes, ils vont allier leurs forces pour combattre ces injustices et dépouiller les personnes les plus crapuleuses, riches et influentes qui utilisent leur pouvoir et leurs biens pour abuser des autres. Dans cette deuxième saison, l'équipe se reforme à Boston après plusieurs mois de séparation lorsqu'ils se retrouvent tous au dernier spectacle de Sophie que la critique éreinte.

## Distribution

### Acteurs principaux
- Timothy Hutton : Nathan « Nate » Ford, Ancien enquêteur pour les fraudes à l'assurance, il est la tête pensante de l'équipe.
- Gina Bellman : Sophie Devereaux, spécialiste de l'arnaque.
- Christian Kane : Eliot Spencer, expert en arts martiaux, il préfère ne pas utiliser d'armes à feu.
- Beth Riesgraf : Parker. Elle n'a pas de prénom. C'est une voleuse de haute-volée et une spécialiste de l'infiltration.
- Aldis Hodge : Alec Hardison, le hacker et spécialiste de l'informatique.

### Acteurs récurrents
- Mark Sheppard (VF : Emmanuel Gradi) : James Sterling
- Kari Matchett (VF : Juliette Degenne) : Maggie Collins
- Jeri Ryan (VF : Brigitte Berges) : Tara Cole
- Rick Overton : agent spécial Taggert du FBI
- Gerald Downey : agent spécial McSweeten du FBI
- Robert Blanche (VF : Fabrice Lelyon) : lieutenant Patrick Bonnano

### Invités
- Beth Broderick (VF : Pascale Vital) : Monica Hunter (épisode 5)
- Wil Wheaton (VF : Geoffrey Vigier) : Colin « Chaos » Mason (épisode 7)
- Luke Perry (VF : Tanguy Goasdoué) : Dalton Rand, faux médium (épisode 13)
- Jen Taylor : Jodie McManus (épisode 13)
- Richard Kind (VF : Pascal Casanova) : Bradford Culpepper (saison 2, épisodes 14 et 15)

## Épisodes

### Épisode 1:Le Coup de la mafia
- États-Unis : 15 juillet 2009 sur TNT
- Québec : 25 août 2010 sur AddikTV[1]
- France : 
  - 13 septembre 2010 sur TPS Star[2],[3]
  - 4 mai 2012 sur Direct Star

- États-Unis : 3,89 millions de téléspectateurs (première diffusion)

- Leigh Guyer : Matt Kerrigan
- Madeleine Rogers : Zoe Kerrigan
- Charles Martin Smith : Glenn Leary

### Épisode 2:Le Coup des combats arrangés
- États-Unis : 22 juillet 2009 sur TNT
- Québec : 1er septembre 2010 sur AddikTV
- France : 
  - 13 septembre 2010 sur TPS Star[3]
  - 4 mai 2012 sur Direct Star

- États-Unis : 3,68 millions de téléspectateurs (première diffusion)

### Épisode 3:Le Coup de la peur
- États-Unis : 29 juillet 2009 sur TNT
- Québec : 8 septembre 2010 sur AddikTV
- France : 
  - 13 septembre 2010 sur TPS Star[3]
  - 4 mai 2012 sur Direct Star

- États-Unis : 3,05 millions de téléspectateurs (première diffusion)

### Épisode 4:Le Coup des agents du FBI
- États-Unis : 5 août 2009 sur TNT
- Québec : 15 septembre 2010 sur AddikTV
- France : 
  - 20 septembre 2010 sur TPS Star[3]
  - 11 mai 2012 sur Direct Star

- États-Unis : 3,69 millions de téléspectateurs (première diffusion)

- Richard Topping : Mark Sanford
- Alex Mentzel : Widmark Fowler
- Peter Anthony Jacobs : Daniel Fowler
- Mason Knight : Skyler Sanford
- October Moore : Kay Maher

### Épisode 5:Le Coup du mensonge et de la vérité
- États-Unis : 12 août 2009 sur TNT
- France : 
  - 20 septembre 2010 sur TPS Star[3]
  - 11 mai 2012 sur Direct Star
- Québec : 22 septembre 2010 sur AddikTV

- États-Unis : 3,16 millions de téléspectateurs (première diffusion)

- Beth Broderick (Monica Hunter)

### Épisode 6:Le Coup du magicien
- États-Unis : 19 août 2009 sur TNT
- France : 
  - 27 septembre 2010 sur TPS Star[3]
  - 11 mai 2012 sur Direct Star
- Québec : 29 septembre 2010 sur AddikTV

- États-Unis : 3,43 millions de téléspectateurs (première diffusion)

- Jennifer Skyler : Dr. Leigh Jameson
- Kevin E. West : Erik Casten
- Jack Armstrong : William Taylor Price

### Épisode 7:Le Coup des deux équipes
- États-Unis : 26 août 2009 sur TNT
- France : 
  - 27 septembre 2010 sur TPS Star[3]
  - 18 mai 2012 sur Direct Star
- Québec : 6 octobre 2010 sur AddikTV

- États-Unis : 3,73 millions de téléspectateurs (première diffusion)

- Wil Wheaton (Colin « Chaos » Mason)
- Griffin Dunne (Marcus Starke)
- Noa Tishby (Mikel Dayan)
- Apollo Robbins (Apollo)

### Épisode 8:Le Coup du fourgon
- États-Unis : 2 septembre 2009 sur TNT
- France : 
  - 4 octobre 2010 sur TPS Star[3]
  - 18 mai 2012 sur Direct Star
- Québec : 13 octobre 2010 sur AddikTV

- États-Unis : 3,58 millions de téléspectateurs (première diffusion)

- Salvator Xuereb (Jim Kerrity III)
- Pasha D. Lychnikoff (Head Goon)
- Robert Blanche (Lt. Patrick Bonanno)
- Vince Valenzuela (Joey Cospito)

### Épisode 9:Le Coup du testament
- États-Unis : 9 septembre 2009 sur TNT
- France : 
  - 4 octobre 2010 sur TPS Star[3]
  - 25 mai 2012 sur Direct Star
- Québec : 20 octobre 2010 sur AddikTV

- États-Unis : 3,37 millions de téléspectateurs (première diffusion)

- Jeri Ryan (Tara Cole)
- Anna Campbell (Ruth Walton)
- Peter Riegert (Peter Blanchard)
- David Frederick White (Officier Bruce Lind)
- Luisa Sermol (Juge Miriam Ibanez)
- Tobias Anderson (PJ Orson)
- Edgar Reynolds (Bennett Kimball)

### Épisode 10:Le Coup du défilé de mode
- États-Unis : 13 janvier 2010 sur TNT
- France : 
  - 11 octobre 2010 sur TPS Star[3]
  - 25 mai 2012 sur Direct Star
- Québec : 27 octobre 2010 sur AddikTV

- États-Unis : 3,69 millions de téléspectateurs (première diffusion)

- Tom Choi (Russell Pan)
- Grace Hsu (Gloria Pan)

### Épisode 11:Le Coup de l'Irlandais
- États-Unis : 20 janvier 2010 sur TNT
- France : 
  - 11 octobre 2010 sur TPS Star[3]
  - 1er juin 2012 sur Direct Star
- Québec : 3 novembre 2010 sur AddikTV

- États-Unis : 3 millions de téléspectateurs (première diffusion)

- Alan Smyth (Mark Doyle)
- Odessa Rae (Cora McRory)
- Bradford Farwell (Liam)
- George Burich (frère de Liam)

### Épisode 12:Le Coup de l'œuf Fabergé
- États-Unis : 27 janvier 2010 sur TNT
- France : 
  - 18 octobre 2010 sur TPS Star[3]
  - 8 juin 2012 sur Direct Star
- Québec : 10 novembre 2010 sur AddikTV

- États-Unis : 3,02 millions de téléspectateurs (première diffusion)

- Mark Sheppard (Jim Sterling)
- Kari Matchett (Maggie Collins)
- Matt Keeslar (Alexander Lundy)
- Andrew Harris (Sam Phillips)

### Épisode 13:Le Coup du voyant
- États-Unis : 3 février 2010 sur TNT
- France : 
  - 18 octobre 2010 sur TPS Star[3]
  - 15 juin 2012 sur Direct Star
- Québec : 17 novembre 2010 sur AddikTV

- États-Unis : 2,91 millions de téléspectateurs (première diffusion)

- Luke Perry (Dalton Rand)
- Jen Taylor (Jodie McManus)
- Wade Williams (Nickolas Kusen)

### Épisode 14:Le Coup du baseball
- États-Unis : 10 février 2010 sur TNT
- France : 
  - 25 octobre 2010 sur TPS Star[3]
  - 22 juin 2012 sur Direct Star
- Québec : 24 novembre 2010 sur AddikTV

- États-Unis : 2,8 millions de téléspectateurs (première diffusion)

- Richard Kind (Bradford Culpepper)
- Paul Blackthorne (Tony Kadjic)

### Épisode 15:Le Coup du faucon maltais
- États-Unis : 17 février 2010 sur TNT
- France : 
  - 25 octobre 2010 sur TPS Star[3]
  - 29 juin 2012 sur Direct Star
- Québec : 1er décembre 2010 sur AddikTV

- États-Unis : 2,8 millions de téléspectateurs (première diffusion)

- Richard Kind (Bradford Culpepper)